# 李志军 (1961年)
李志军（1961年—），汉族，中华人民共和国政治人物、第十一届全国政协委员。

## 生平
1961年出生于河南，1983年毕业于南京工学院路桥专业，后加入九三学社，担任中国交通建设集团有限公司中国公路工程咨询集团有限公司副总经理。2008年，当选第十一届全国政协委员，代表中华全国总工会，分入第十八组。